# Уестърн енд Съдърн Оупън 2013
Уестърн енд Съдърн Оупън 2013 е турнир, провеждащ се от 12 до 19 август. Това е 112-ото издание от ATP Тур и 85-ото от WTA Тур. Турнирът е част от сериите Мастърс на ATP Световен Тур 2013 и категория Висши 5 на WTA Тур 2013. Надпреварата се провежда близо до Синсинати.
Това бе и последният турнир на шампионката от Уимбълдън 2013 Марион Бартоли.

## Сингъл мъже
- Рафаел Надал побеждава  Джон Иснър с резултат 7–6(10–8), 7–6(7–3).

- Рафаел Надал печели своята 9-а титла за сезона и общо 59-а в кариерата.
- За Иснър това е 9-и загубен финал.

## Сингъл жени
- Виктория Азаренка побеждава  Серина Уилямс с резултат 2–6, 6–2, 7–6(8–6).

- Азаренка печели своята 3-та титла на сингъл за годината и общо 17-а в кариерата си.

- За Уилямс това е 17-и загубен финал.

## Двойки мъже
- Боб Брайън /  Майк Брайън побеждават  Марсел Гранойерс /  Марк Лопес с резултат 6–4, 4–6, [10–4].

- Това е 92-ра титла на двойки за Боб Брайън и 94-та за Майк Брайън.

## Двойки жени
- Сие Су-вей /  Шуай Пън побеждават  Анна-Лена Грьонефелд /  Квета Пешке с резултат 2–6, 6–3, [12–10].

- Сие печели 12-ата си титла на двойки, а Пън – своята 10-а. Това е 7-ата им обща титла.